# Nossa Senhora Aparecida (Sergipe)
Nossa Senhora Aparecida é um município brasileiro do estado de Sergipe.

## História
A história do município de Nossa Senhora Aparecida-SE está interligada à do município de Ribeirópolis, do qual teve suas terras desmembradas em 26 de novembro de 1963, pelo Decreto-Lei nº 1.233.
Segundo José Gilson dos Santos (1987), no final do século XIX, além do Povoado Maniçoba (atual sede do município), mais ao Norte dessa região, havia outra povoação, além do povoado Maniçoba, denominada de Cruz do Cavalcante. Em Cruz do Cavalcante, algumas pessoas já estavam estabelecidas desde o final do século XIX, entre elas Cavalcante, grande incentivador da cultura do algodão e principal responsável pelo desenvolvimento do povoado.
Cavalcante era um alagoano de sólida condição econômica que, na primeira metade do século XIX, assassinou um fazendeiro em sua terra natal. Por esse crime, acabou sendo localizado em Sergipe e morto por vingança. O povoado onde aconteceu o assassinato passou a se chamar Cruz do Cavalcante, por causa do cruzeiro que colocaram em sua homenagem. Anos depois, o nome foi mudado para Santa Cruz e, por último, Cruz das Graças, quando passou a município, desmembrado de Ribeirópolis, na primeira metade da década de 60.
Por volta de 1877, chegou à região de Cruz do Cavalcante a família do “Ceará”, um grupo de retirantes que fugiam da seca, que assolava a região do povoado Cuncas, município de Milagres, no Ceará: Francisco Felipe dos Santos, que atendia por Chico Ceará, os filhos Antonio Felipe dos Santos, Andrelino Felipe dos Santos, José Felipe dos Santos e outros. Eles estabeleceram-se no local por causa das terras férteis e passaram a ser chamados de “Cearás”. Com o passar do tempo, tornaram- se influentes na política local. (SANTOS, 1987:12 – APUD em BARRETO, Maria Aparecida N. O. 1970 Registro Histórico das Eleições Municipais de Nossa Senhora Aparecida-se (1965-2000). Itabaiana: UFS, 2002, 228p)
Foto de Maria Aparecida Nunes Oliveira Barreto
No início da década de 1960, Baltazar Francisco dos Santos, membro da família “Ceará”, reeleito Deputado Estadual, apresentou em 1963 um Projeto para a criação do município Cruz das Graças (atual Nossa Senhora Aparecida), desmembrando-o da área territorial de Ribeirópolis.
Convém registrar que o Município de Nossa Senhora Aparecida está situado na microrregião de Carira, com uma extensão territorial de 282 km, e segundo o Censo do IBGE de 2007 possui uma população de 8.517.
O Município de Nossa Senhora Aparecida-SE foi criado em 26 de novembro de 1963. Entretanto, naquela época, a denominação do referido município era Cruz das Graças. Além disso, a sede municipal estava localizada no povoado Cruz do Cavalcante, atual povoado chamado de Cruz das Graças. Vale destacar que a transferência da sede do povoado Cruz do Cavalcante para o povoado Maniçoba, atual Nossa Senhora Aparecida e a mudança do nome do município de Cruz das Graças para Nossa Senhora Aparecida, ocorreu em 24 de dezembro de 1975.
Breve Histórico do Povoado Maniçoba – atual sede do município de Nossa Senhora Aparecida – Sergipe
O terreno onde hoje está localizada a sede de Nossa Senhora Aparecida, inicialmente povoado Maniçoba, pertenceu ao senhor Primo Torquato de Jesus, que tinha chegado a essa região em 1922 com sua família, vindos do povoado Salgado, na época, município de Ribeirópolis, para as terras compradas de um homem de pré-nome Damião.
Entre os muitos filhos do senhor Primo Torquato de Jesus e sua esposa Josefa Maria do Espírito Santo, estavam: Eliziário Bispo de Jesus, Maria José de Jesus, José Ferreira de Jesus, Manoel Torquato de Jesus, José Torquato de Jesus.
Além da família dos Torquato, outras começaram a se estabelecer nesse local a partir de 1922: a família do Senhor Pedro Barbosa de Jesus, a de Aprígio de Jesus Barreto, a de Benício Oliveira, a Casimiro de Piu, a de José Nunes, a de Júlio Cajarana, entre outras.
A história política do povoado Maniçoba mudou de rumo na administração do senhor Manoel Torquato de Jesus, quando esse povoado passou a ser a sede municipal, em 24 de dezembro de 1975.
Segundo pesquisa realizada pela Professora Maria Aparecida Nunes Oliveira Barreto, para sua monografia de conclusão do curso de História da UFS, já citada anteriormente, “Os motivos que levaram o senhor Manoel Torquato de Jesus a aprovar a transferência da sede do município do povoado Cruz do Cavalcante para Maniçoba são diversos. Não existe também um consenso a respeito dos reais motivos dessa transferência. O que há são várias justificativas para esse acontecimento.
“sabe-se que os motivos mais fortes são os políticos. O então Prefeito Manoel Torquato de Jesus não morava na sede municipal, mas no povoado Maniçoba. Além desse fato, havia também o interesse do ex-deputado Francisco Passos em transferir a sede do município de Cruz das Graças para Maniçoba devido a conflitos antigos entre as famílias Passos e Ceará, líderes políticos de Cruz das Graças.”
Essa mudança foi noticiada até nos jornais da Capital, Segundo Barreto, a Gazeta de Sergipe registrava: “foi assinada ontem, 24/12/1975, pelo presidente da Assembleia Legislativa, Deputado Djenal Queiroz, a Lei nº 165, que transfere a sede do Município de Cruz das Graças, para o povoado Maniçoba, passando o Município e o povoado Maniçoba, a receberem o nome de Nossa Senhora Aparecida.
Foto de Maria Aparecida Nunes Oliveira Barreto
Quem quiser mais informações sobre os aspectos políticos do município é só ler o trabalho da professora citado no texto. Há cópia na UFS.
Anualmente, a Paróquia Nossa Senhora Aparecida realiza a Peregrinação de Nossa Senhora Aparecida, no dia 12 de outubro. É uma das mais importantes manifestações de fé do estado de Sergipe, reunindo mais de cem mil peregrinos. A peregrinação foi criada em 2004. A história é relatada no livro Nossa Senhora Aparecida-SE: História, Fé e Identidade de Aparecido Santana, José Leidivaldo e Isabela Oliveira.

## Geografia
Localiza-se a uma latitude 10º26'33" sul e a uma longitude 37º29'21" oeste, estando a uma altitude de 248 metros. Sua população estimada em 2004 era de 8.123 habitantes.

## A Bandeira e o Brasão

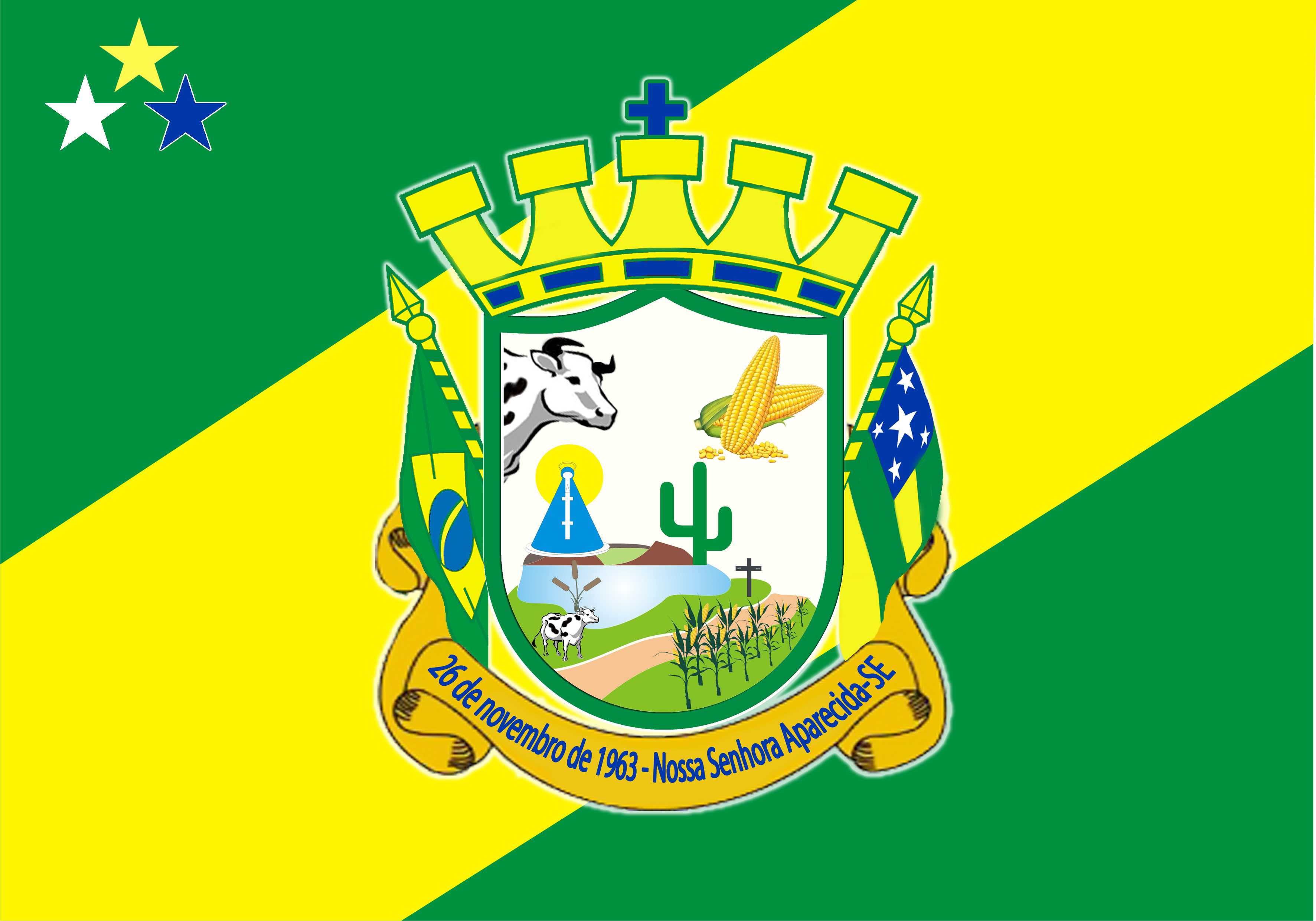
Bandeira de Nossa Senhora Aparecida/SE

A bandeira e o brasão do município foi criada em 31 de março de 2011 (Lei nº 41/2011). Ela tem como autor Ademarcos Dantas Santana e  Reinaldo Bomfim da Silva como adaptador.
De acordo com a Lei Orgânica do Município capítulo IV e Art.17 os símbolos do brasão municipal trás os seguinte significados:
a) As Estrelas:
- Estrela Amarela - representa o município de Nossa Senhora Aparecida inserido no Estado de Sergipe;
- Estrela Branca - Emancipação do Município em 1963 - Com o nome de Cruz das Graças;
- Estrela Azul - transferência da sede e mudança do nome de municipio para Nossa Senhora Aparecida, 1975.

b) Vaca e Milho - representa as principais fontes economicas do município: pecuária e agricultura.
c) Cruz - representa a cruz de Cavalcante, simbolo do período em que Cruz das Graças foi sede do município. A cruz está ao lado da estrada como a de Cavalcante.
d) Maniçoba - representa o antigo povoado Maniçoba que foi elevado a sede e que passou a chamar-se Nossa Senhora Aparecida, por isso a imagem de Nossa Sra. Aparecida está acima da figura da maniçoba.
e) Estrada - representa as vias de transportes do município que na maioria são estradas de chão, principalmente de Cruz-Aparecida, representada pela cruz ao lado, que retoma a antiga sede.
f) Coroa - representa uma homenagem a Nossa Senhora Aparecida, padroeira da cidade.
g) Imagem de Nossa Senhora Aparecida - representa a padroeira da cidade e a ascensão da sede. observe que ela está logo acima do pé da maniçoba, mostrando à elevação do antigo povoado Maniçoba a sede da cidade.
h) As Bandeiras:
- Brasil - representa a nossa nacionalidade;
- Sergipe - representa a unidade federativa.

i) A Data:
- 1963 - data de fundação do município em 26 de março de 1963.

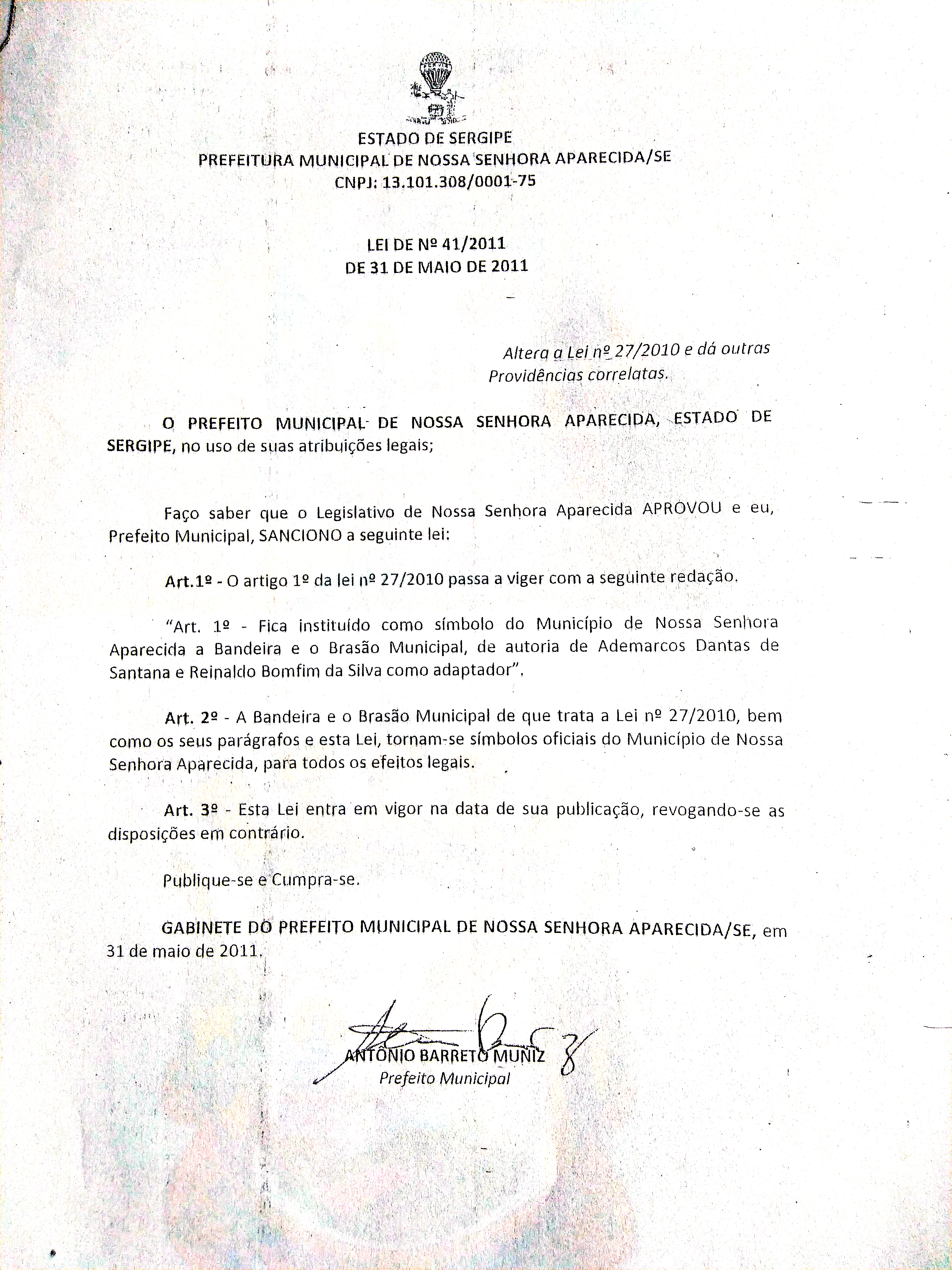
Lei 41/2011 de 31 de março de 2011